# Henri de Pontevès-Gien
Henri Jean Baptiste de Pontevès-Gien (Aix-en-Provence, 15 marzo 1738 – Fort-de-France, 23 luglio 1790) è stato un militare e marinaio francese, distintosi della guerra dei sette anni e della guerra d'indipendenza americana.

## Biografia
Nacque a Aix-en-Provence il 15 marzo 1738, figlio di Elzéar de Pontevès, marchese di Pontevès-Gien (1689-1755), brigadiere delle armate naval, e di Claire Baptistine Antoinette de Monyer-Châteaudeuil.
Arruolatosi nella marine royale fu assegnato a una compagnia di guardiamarina il 23 maggio 1754. Divenuto sotto brigadiere l'11 febbraio 1756, si imbarcò sul vascello da 60 cannoni Le Fier, partecipando alla battaglia di Minorca (20 maggio 1756 all'inizio della guerra dei sette anni contro la squadra del viceammiraglio John Byng, e poi alla presa del forte San Filippo il 29 giugno dello stesso anno.
Ebbe una rapida carriera militare, enseigne de vaisseau il 17 aprile 1757, tenente di una compagnia franca il 15 maggio 1757. Assegnato a una batteria dell'ansa delle Sablettes, contribuì alla difesa delle fregate da 32 cannoni Pléiade e Oiseau da 26 cannoni, contro una divisione della flotta dell'ammiraglio inglese Edward Boscawen (6 giugno 1759). Ricevette il brevetto di tenente di vascello il 18 agosto 1767.
Rimase in Marina una volta tornata la pace. Fu nominato capitano tenente del 1º Battaglione del Régiment du Le Havre il 1º maggio 1772, poi aiutante maggiore della brigata di Le Havre il 23 marzo 1773, aiutante maggiore della Marina a Brest il 1º gennaio 1775 e assistente maggiore della squadra di Brest dal 1775 al 1777. Prestò servizio a bordo della fregata Oiseau da 32 cannoni, assegnata alla squadra d'evoluzione, nel 1775 e sulla nave di linea Intrépide da 74 cannoni nel 1776. Il 28 giugno 1775 fu nominato Cavaliere dell'Ordine di San Luigi.
Comandante della fregata da 32 cannoni La Résolue della divisione navale al comando dello chef d’escadre conte di Vaudreuil, partecipò alla conquista di Saint-Louis du Sénégal (31 gennaio 1779), poi alla conquista e alla distruzione degli stabilimenti inglesi del Gambia, della Sierra Leone e della Costa d'Oro (11 febbraio-24 maggio 1779). Dopo aver preso Fort James, saccheggiò tutte le stazioni commerciali inglesi su entrambe le sponde del fiume Gambia, si impadronì del forte sull'isola di Tasso, distrusse gli stabilimenti sulle isole di Los e sull'isola di Bense, il forte di Apollonia, quello di Succondee, eccetera. In questa campagna prese 14 bastimenti, 96 pezzi d'artiglieria e fece molti prigionieri.
Promosso capitano di vascello il 13 marzo 1779, raggiunse il teatro d'operazioni americano in forza alla flotta del conte di Guichen. Partecipò a tre combattimenti alla Dominica (17 aprile, 15 e 19 maggio 1780), contro la flotte britannica dell'ammiraglio George Rodney.
Con la Résolue prese parte alla battaglia di Grenada, nelle Piccole Antille, il 6 luglio 1779, combattuta tra la flotta britannica dell'ammiraglio John Byron e quella francese del conte d’Estaing. Promosso maggiore del corpo reale della fanteria di marina il 6 novembre 1780, maggiore della marina e delle armate navali il 20 agosto 1784.
Membro fondatore della Società dei Cincinnati di Francia il 7 gennaio 1784, fu nominato membro aggiunto dell'Académie de Marine nel 1785. Brigadiere delle armate navali nel 1785, chef de division il 1 maggio 1786, maggior generale della marina a Brest e poi a Tolone.
Comandante, a partire dal 20 settembre 1788, del vascello da 74 cannoni L’Illustre e della stazione navale delle Isole del Vento. Il 3 settembre 1789 un gruppo di 5 navi francesi da lui comandate a bordo dell'Illustre, ancorò nel porto di Boston. Il 2 novembre il presidente degli Stati Uniti d'America George Washington si recò in visita alle navi francesi e fu da lui ricevuto a bordo dell'Illustre. Morì per una febbre epidemica a bordo della sua nave nella rada di Fort Royal, Martinica, il 23 luglio 1790.
Aveva sposato Claude-Marie-Thérèse-Perrine Bigot de Morogues, figlia di Sébastien François Bigot de Morogues, tenente generale dell'armata navale, vedova di Éléonor Jacques Marie Stanislas de Perier de Salvert, ufficiale di marina deceduto a 34 anni nel corso della battaglia di Gondelour.

### Annotazioni
1. ↑  Discendeva per parte di padre della famiglia de Pontevès, di cui numerosi membri si distinsero nella Marine royale.

### Fonti
1. 1 2 3  d'Hozier 1873, p. 680.
2. 1 2 3 4 5 6 7 8 9 10 11 12 13 14 15 16  Ecole Navale.
3. 1 2 3 4 5 6 7  Valous 1930, p. 44.
4. 1 2 3  d'Hozier 1873, p. 681.